# Boraginoideae
Boraginaceae é uma subfamília da família de plantas com flores Boraginaceae ss, com cerca de 42 gêneros. Essa família é definida em um sentido muito mais amplo (Boraginaceae sl) no sistema de classificação Angiosperm Phylogeny Group (APG) para plantas com flores. O APG não especificou nenhuma estrutura subfamiliar dentro de Boraginaceae sl

## Taxonomia
Alguns taxonomistas colocaram os gêneros Codon e Wellstedia em Boraginoideae. Outros colocam um ou ambos em subfamílias monogenéricas separadas. Codon foi considerado por muito tempo como um membro estranho de Hydrophylloideae, mas em 1998, um estudo filogenético molecular sugeriu que está mais próximo de Borainoideae.  Nenhuma das classificações mais modernas está incluída. 
Alguns autores propuseram uma revisão de sistemas APG anteriores, nos quais Boraginaceae havia sido incluída como uma família não colocada (ou seja, não incluída em uma ordem especificada) dentro do clado lamiid de eudicotiledôneas. Nesse sistema. Boraginaceae foi definida amplamente (Boraginaceae sensu lato ou sl ). Em vez disso, eles propuseram reconhecer cinco a oito famílias em uma ordem separada, os Boraginales.   Nesse sistema, as Boraginaceae são tratadas em sentido estrito ( sensu stricto ou ss ). Posteriormente, a ordem Boraginales foi adicionada à revisão de 2016 ( APG IV ) para incluir Boraginaceae no nível ordinal, na qual era a única família. O consenso era continuar o uso amplo em vez de dividi-lo em famílias separadas, com base em sua composição monofilética. A estrutura subfamiliar se aplica apenas a Boraginaceae ss, que inclui cerca de 1.600 a 1.700 espécies divididas em cerca de 90 gêneros.

### Subdivisão
Comparações de sequências de DNA por métodos cladísticos sugeriram a divisão de Boraginóides em quatro tribos : Echiochileae, Boragineae, Lithospermeae e Cynoglosseae.  Isso foi posteriormente resolvido em apenas duas tribos, Boragineae e Lithospermeae (25 gêneros). Boragineae foi então subdividida em duas subtribos, Boragininae (15 gêneros) e Moritziinae (2). 

### Gêneros
Gêneros e número aproximado de espécies no sistema de Chacon et al (2016):
- Tribo Boragineae
- Subtribo Boragininae (140 espécies)

Anchusa, Anchusella, Borago, Brunnera, Cynoglottis, Gastrocotyle, Hormuzakia, Lycopsis, Melanortocarya, Nonea, Pentaglottis, Phyllocara, Pulmonaria, Symphytum, Trachystemon
- Subtribo Moritziinae (6 espécies)

Moritzia, Thaumatocaryon
- Tribo Lithospermeae (460 espécies)

Aegonychon, Alkanna, Ancistrocarya, Arnebia, Buglossoides, Cerinthe, Cystostemon, Echiostachys, Echium, Glandora, Halacsya, Huynhia, Lithodora, Lithospermum, Lobostemon, Maharanga, Mairetis, Moltkia, Moltkiopsis, Neatostema, Onosma, Paramoltkia, Podonosma, Pontechium, Stenosolenium.
A seguinte lista de gêneros consiste em Codon mais os gêneros listados para Borainoideae na Germplasm Resources Information Network
- Actinocarya Benth.

- Adelocaryum Brand
- Afrotysonia Rauschert
- Alkanna Tausch
- Amblynotus (A.DC.) I. M. Johnst.
- Amphibologyne Brand
- Amsinckia Lehm.
- Anchusa L.
- Ancistrocarya Maxim.
- Anoplocaryum Ledeb.
- Antiotrema Hand.-Mazz.
- Antiphytum DC. ex Meisn.
- Arnebia Forssk.
- Asperugo L.
- Auxemma Miers
- Borago L.
- Bothriospermum Bunge
- Brachybotrys Maxim. ex Oliv.
- Brunnera Steven
- Buglossoides Moench
- Caccinia Savi
- Carmona Cav.
- Cerinthe L.
- Chionocharis I. M. Johnst.
- Choriantha Riedl
- Codon L.
- Craniospermum Lehm.
- Cryptantha Lehm. ex G.Don
- Cynoglossopsis Brand
- Cynoglossum L.
- Cynoglottis (Gusul.) Vural & Kit Tan
- Cystostemon Balf.f.
- Dasynotus I.M.Johnst.
- Decalepidanthus Riedl
- Echiochilon Desf.
- Echiostachys Levyns
- Echium L.
- Elizaldia Willk.
- Embadium J.M.Black
- Eritrichium Schrad. ex Gaudin
- Gastrocotyle Bunge
- Gyrocaryum Valdés
- Hackelia Opiz.
- Halacsya Dörfl.
- Heliocarya Bunge
- Heterocaryum A.DC.
- Huynhia Greuter
- Ivanjohnstonia Kazmi
- Lacaitaea Brand
- Lappula Moench
- Lasiarrhenum I.M.Johnst.
- Lasiocaryum I.M.Johnst.
- LepechiniellaPopov
- Lindelofia Lehm.
- Lithodora Griseb.
- Lithospermum L.
- Lobostemon Lehm.
- Macromeria D.Don
- Maharanga A.DC.
- Mairetis I.M.Johnst.
- Mattiastrum (Boiss.) Brand
- Mertensia Roth
- Metaeritrichium W.T.Wang
- Microcaryum I.M.Johnst.
- Microula Benth.
- Mimophytum Greenm.
- Moltkia Lehm.
- Moltkiopsis I.M.Johnst.
- Moritzia DC. ex Meisn.
- Myosotidium Hook.
- Myosotis L.
- Neatostema I.M.Johnst.
- Nesocaryum I.M.Johnst.
- Nogalia Verdc.
- Nomosa I.M.Johnst.
- Nonea Medik.
- Ogastemma Brummitt
- Omphalodes Mill.
- Omphalolappula Brand
- Omphalotrigonotis W.T.Wang
- Onosma L.
- Oxyosmyles Speg.
- Paracaryum (A.DC.) Boiss.
- Pardoglossum E.Barbier & Mathez
- Pectocarya DC. ex Meisn.
- Pentaglottis Tausch
- Perittostema I.M. Johnst.
- Plagiobothrys Fisch. & C.A.Mey.
- Pseudomertensia Riedl
- Psilolaemus I.M.Johnst.
- Pulmonaria L.
- Rindera Pall.
- Rochelia Rchb.
- Scapicephalus Ovcz. & Czukav.
- Selkirkia Hemsl.
- Sericostoma Stocks
- Sinojohnstonia Hu
- Solenanthus Ledeb.
- Stenosolenium Turcz.
- Stephanocaryum Popov
- Suchtelenia Kar. ex Meisn.
- Symphytum L.
- Thaumatocaryon Baill.
- Thyrocarpus Hance
- Tianschaniella B.Fedtsch. ex Popov
- Trachelanthus Kunze
- Trachystemon D.Don
- Traxara Raf.
- Trichodesma R.Br.
- Trigonocaryum Trautv.
- Trigonotis Steven
- Ulugbekia Zakirov
- Valentiniella Speg.
- Wellstedia Balf.f.